# Sharjah FC
L'Al-Sharjah FC (àrab: نادي الشارقة الرياضي الثقافي, Nādī ax-Xāriqa ar-Riyāḍī aṯ-Ṯaqāfī, ‘Club Esportiu i Cultural de Sharjah’) és un club de futbol dels Emirats Àrabs Units de la ciutat de Sharjah.

## Història
El club va ser fundat l'any 1966 amb el nom d'Al-Orouba Club i el 1974 es fusionà amb un club anomenat Al-Khaleej. El nou nom Sharjah Sports & Culture Club fou registrat oficialment l'any 1978.

## Palmarès
- Lliga dels Emirats Àrabs Units de futbol:[1]
  - 1973–74, 1986–87, 1988–89, 1993–94, 1995–96, 2018–19
- Copa del President dels Emirats Àrabs Units de futbol:[2]
  - 1978–79, 1979–80, 1981–82, 1982–83, 1990–91, 1994–95, 1997–98, 2002–03
- Supercopa dels Emirats Àrabs Units de futbol:[2]
  - 1994, 2019
- Segona Divisió dels Emirats Àrabs Units:
  - 1992–93